# Hyalella fjossamancinii
Hyalella fjossamancinii is een vlokreeftensoort uit de familie van de Hyalellidae. De wetenschappelijke naam van de soort is voor het eerst geldig gepubliceerd in 1959 door Cavalieri.